# Паспорт гражданина Приднестровской Молдавской Республики
Па́спорт граждани́на Приднестро́вской Молда́вской Респу́блики используется гражданами непризнанной Приднестровской Молдавской Республики на её территории.
Поскольку разрешено двойное гражданство, то для поездок за границу приднестровцы используют молдавский, российский или украинский паспорт.

## История
Первый паспорт гражданина ПМР был выдан 1 октября 2001 года.
До того момента, начиная с середины 1990-х годов, гражданам выдавался бумажный вкладыш в дополнение к имеющемуся паспорту другого государства (или же к паспорту СССР образца 1974 года) указывающий на причастность к гражданству ПМР.

## Описание
Паспорт Приднестровской Молдавской Республики, бордового цвета, в верхней части изображён герб Приднестровской Молдавской Республики, в нижней части — надпись «ПАСПОРТ».
Этот паспорт выдаётся всем гражданам республики по достижении ими 16 лет и имеет законную силу в качестве основного удостоверения личности на территории ПМР. За пределами республики этот паспорт не имеет юридической силы.
Паспорт гражданина Приднестровской Молдавской Республики является документом, удостоверяющим личность владельца и подтверждающим гражданство Приднестровской Молдавской Республики.
Паспорт действителен для заключения гражданско-правовых сделок, совершения банковских операций, оформления поручений другим лицам для представительства перед третьим лицом лишь на территории Приднестровской Молдавской Республики, если иное не предусмотрено международными договорами Приднестровской Молдавской Республики.

## Содержание
Паспорт гражданина Приднестровской Молдавской Республики содержит 28 страниц.
1. номер и серия;
2. наименование государства, выдавшего паспорт, — Приднестровская Молдавская Республика;
3. код государства, выдавшего паспорт, — Приднестровской Молдавской Республики;
4. коды и названия документов:
  1. ПР — паспорт гражданина Приднестровской Молдавской Республики (в обложке бордового цвета);
5. личную подпись владельца (законного представителя);
6. фамилию;
7. имя;
8. отчество;
9. национальность;
10. дату рождения;
11. место рождения;
12. дату выдачи;
13. наименование учреждения, выдавшего паспорт.

Паспорт гражданина Приднестровской Молдавской Республики заполняется на трёх языках: русском, молдавском (на основе кириллической графики) и украинском. Дипломатические паспорта, служебные паспорта и паспорта гражданина Приднестровской Молдавской Республики для въезда в Приднестровскую Молдавскую Республику и выезда из Приднестровской Молдавской Республики заполняются на русском и английском языках.
Во все виды паспортов, кроме служебных, вписываются дети его владельца, не достигшие 16-летнего возраста.

## Срок действия
Паспорт гражданина Приднестровской Молдавской Республики выдаётся бессрочно. Тем не менее, при достижении гражданином 25- и 45-летнего возраста в паспорт должна вклеиваться новая чёрно-белая фотография.

## Интересные факты
На последней странице паспорта расположен QR-код заламинированный плёнкой. Он представляет собой закодированный шестнадцатизначный цифровой идентификационный номер гражданина ПМР. Ранее код указывался явно и содержал первые буквы фамилии на латинском алфавите.
Фотографии, вклеиваемые в паспорт, всегда чёрно-белые.